# Boana stenocephala
Boana stenocephala é uma espécie de anfíbio da família Hylidae. Endêmica do Brasil, onde pode ser encontrada nos municípios de Poços de Caldas e Alagoa, no estado de Minas Gerais.